# Kyle Trask
Kyle Jacob Trask (Manvel, Texas, 6 de marzo de 1998) más conocido como Kyle Trask, es un jugador profesional estadounidense de fútbol americano que se desempeña en la posición de quarterback en Tampa Bay Buccaneers, equipo de la National Football League (NFL).

## Carrera
Fue seleccionado en la segunda ronda en la Reunión Anual de Selección de Jugadores de la NFL de 2021. Hizo su debut profesional con el equipo Tampa Bay Buccaneers, donde lleva jugando tres temporadas.